# Aachener Domchor
Der Aachener Domchor, lateinisch der Tradition entsprechend auch Cappella Carolina genannt, ist mit seiner über 1200-jährigen Geschichte der älteste Knabenchor Deutschlands und einer der ältesten weltweit. Er steht in der Tradition der Chorschule (schola cantorum) am Hofe Karls des Großen, der von ihm gemeinsam mit Alkuin von York als Knabenchor gegründeten Schola Palatina. Unter den verschiedenen Stifts- und Domkapellmeistern erlangte der Chor einen international renommierten Ruf und profitierte dabei musikalisch wie auch personell von der Kooperation mit der früheren mittelalterlichen Klosterschule, der heutigen Aachener Domsingschule, sowie mit der 1881 gegründeten Kirchenmusikschule St. Gregorius-Haus, der ersten westdeutschen Organistenschule mit angeschlossenem Internat, der späteren Katholischen Hochschule für Kirchenmusik St. Gregorius. Seit 2025 wird der Domchor von Domkapellmeister Felix Heitmann geleitet. Domkantor und Leiter des Mädchenchores am Aachener Dom ist seit Juli 2013 Marco Fühner.

## Geschichte
In seiner Anfangszeit bestand die Schola überwiegend aus Klerikern des Aachener Marienstifts, denen durch die Synoden von Aachen (816–819) in der Verfügung institutio canonicorum die gesangliche Gestaltung des täglichen Offiziums vorgeschrieben wurde und denen im Jahre 826 durch eine byzantinische Gesandtschaft eine Orgel zur musikalischen Unterstützung geschenkt worden war. Im 12./13. Jahrhundert verbreitete sich durch den Münsterchor vor allem das Karlsoffizium regali natus, ein dichterisch-musikalisches liturgisches Reimwerk zu Ehren Karls des Großen. Der klerikale Männerchor und der Knabenchor aus der Stiftsschule begleiteten nun über sechs Jahrhunderte lang die musikalischen Zeremonien zu den Krönungsfeierlichkeiten in Aachen. Mit Beginn der Aachener Heiligtumsfahrt ab dem 14. Jahrhundert war der Chor für die spezielle geistliche Liedgestaltung dieser Veranstaltung verantwortlich. Zwischen 1567 und 1577 leitete Johannes Mangon als Succentor den Aachener Münsterchor und vermachte diesem 19 von ihm niedergeschriebene Messen, 45 Motetten, 42 Antiphonen und andere Werke.
Anfang des 17. Jahrhunderts verfügte der Stiftschor über ca. 12 teilweise instrumentenkundige Mitglieder, die bis in das Jahr 1826 auf lediglich 24 Musiker angewachsen waren, mehrheitlich ebenfalls dem städtischen Orchester angehörten und an jedem Sonntag die Liturgie zu begleiten hatten. Zwischenzeitlich wurde 1707 dem Domkapitel durch Johann Leonhard Blanche ein Choralenhaus gestiftet, welches mit anfangs sieben Chorälen (Chorsängern) seine Erziehungsarbeit für den liturgischen Gesang aufnahm. In den Jahren 1835 bis 1840 betreute Anton Felix Schindler den Domchor, der in Personalunion ebenfalls städtischer Musikdirektor war und als ein ausgewiesener Beethoven-Biograph galt. Massive Unterstützung erhielt der Chor schließlich 1844 durch die Gründung des Vereins für Kirchenmusik und vor allem durch die Gründung der Kirchenmusikschule Gregoriushaus mit angeschlossenem Internat durch ihren Stiftskapellmeister Heinrich Böckeler im Jahr 1881. Bis zum Jahre 2007, als die spätere Hochschule für Kirchenmusik aus finanziellen Gründen geschlossen werden musste, rekrutierte der Domchor, der nun als Capella Carolina bezeichnet wurde, aus dieser Institution heraus immer wieder Sänger, Organisten und Kapellmeister für seinen eigenen Bedarf, so beispielsweise anfangs Franz Nekes oder die späteren Leiter Rudolf Pohl, Hans-Josef Roth und Berthold Botzet.
Als Zäsur in der Geschichte des Chores ist das Jahr 1963 anzusehen, als 57 Männer und Frauen den Aachener Domchor zugleich verließen und die Cappella Aquensis gründeten. Sie waren mit der Ernennung Pohls nicht einverstanden, weil diesem der Ruf vorauseilte, dass er sich eher dem Knabenchor widmen wollte und dass dadurch die bisherigen weiblichen Chormitglieder um ihren Einsatz bangen mussten. Auch eine Intervention beim amtierenden Bischof Johannes Pohlschneider konnte an der Situation nichts ändern. Seit Botzets Ernennung wurden zu den ehemals „abtrünnigen“ Chormitgliedern freundschaftliche Kontakte geknüpft und die Cappella Aquensis erhielt in der Folge seitdem regelmäßig Gelegenheit, den Domchor bei bestimmten Anlässen zu vertreten.

## Konzertreisen und Auftritte
Im Jahr 1930 fand die erste Auslandstournee ins benachbarte Belgien sowie nach dem Zweiten Weltkrieg 1946 die erste gemeinsame Teilnahme mit dem städtischen Orchester an dem Ersten Musikfest im Kloster Steinfeld statt. Weitere Auftritte des Domchores folgten in Frankreich, Spanien, Italien, Österreich, Berlin, Paris und 1963 in Rom vor dem Papst und dem Zweiten Vatikanischen Konzil und hier erneut im Jahr 2004 im Rahmen der außerordentlichen Karlspreisverleihung an Papst Johannes Paul II. Später wurde das Ansehen dieser Institution durch anspruchsvolle Schallplatten-, Fernseh- und Rundfunkaufnahmen gefördert. Besonders von der Neuordnung und der institutionellen Sicherung der angeschlossenen Domsingschule im Jahr 1960 konnte der Domchor maßgeblich profitieren und sich in Zusammenarbeit mit dem Aachener Sinfonieorchester und weiteren Gastorchestern an die großen Meisterwerke der geistlichen Musik von Palestrina, Lassus, Bach, Händel, Haydn, Mozart, Ludwig van Beethoven, Brahms, Bruckner, Verdi, Kodály und Britten wagen. Die jährlich wechselnden Aufführungen der Matthäus- und Johannes-Passion von Johann Sebastian Bach in der Fastenzeit sowie das traditionelle Weihnachtskonzert im Aachener Rathaus am 3. Adventssonntag gehören zu den festen Terminen des Aachener Domchores. Weiterer Höhepunkt ist die sogenannte Oktobermusik, die an die Befreiung Aachens im Oktober 1944 erinnert und in Zusammenarbeit mit dem Sinfonieorchester der Stadt Aachen ebenfalls jährlich im Aachener Dom stattfindet.
Unter der Leitung von Berthold Botzet wurden ab dem Jahre 2000 Konzertreisen in die Schweiz, nach Südkorea, Italien, Spanien, auf den Balkan, nach Südafrika, Tschechien, Malta und zuletzt nach Brasilien durchgeführt. Die jährliche Singefreizeit auf der Nordseeinsel Wangerooge in den Sommerferien gehört seit mehr als 25 Jahren zudem zu einem festen Bestandteil der Jahresplanung des Aachener Domchores. Während des zweiwöchigen Aufenthaltes bereitet sich der Chor intensiv auf die 2. Jahreshälfte und die Oktobermusik vor.
Am 6. Mai 2016 trat der Aachener Domchor anlässlich der Verleihung des Karlspreises an Papst Franziskus im Apostolischen Palast in Rom auf.

## Sonstiges
Zur Förderung des Chornachwuchses betreibt das Domkapitel eine eigene katholische Grundschule, die Aachener Domsingschule. Die Schüler werden in der 4. Klasse im Alter von 10 Jahren in den Aachener Domchor aufgenommen und beginnen ihre musikalische Laufbahn im Knabenchor. Nach dem Stimmbruch und einigen Monaten der Probenarbeit in der sogenannten Mutantengruppe werden die jungen Sänger bei Bedarf und Eignung in den Herrenchor des Domchores aufgenommen.
Der 2011 gegründete und aus etwa 100 Mädchen im Alter zwischen zehn und achtzehn Jahren bestehende und von Domkantor Marco Fühner betreute Mädchenchor bildet ein eigenständiges Ensemble der Aachener Dommusik.

## Stifts- und Domkapellmeister
- 16. Jahrhundert: Johannes Mangon (1525–1578) (Kantor und Stiftskapellmeister)
- 1745–1772 Anton Joseph Lacand
- 1835–1840 Anton Felix Schindler (städtischer Musikdirektor)
- 1864–1891 Heinrich Böckeler (ab 1881 Direktor des Gregoriushauses)
- 1891–1913 Franz Nekes
- 1913–1918 Johannes Mölders
- 1918–1924 Leo Wachten
- 1924–1963 Theodor Bernhard Rehmann (1945–1946 kommissarischer städtischer Generalmusikdirektor)
- 1964–1986 Rudolf Pohl
- 1986–2000 Hans-Josef Roth
- 2000–2025 Berthold Botzet
- seit 1. Februar 2025 Felix Heitmann[6]